# Peaches (zangeres)
Peaches, geboren als Merrill Beth Nisker (Toronto, 11 november 1966), is een Canadese electroclashzangeres.

## Loopbaan
Nisker begon haar carrière in de band The Shit, een kwartet dat zijn publiek gedurende de optredens toeschreeuwde met provocerende kreten en uitlatingen.
Later begon zij haar eigen muziek te produceren onder de artiestennaam 'Peaches'. Haar shows, vaak een mengeling van punk en seks, gelden als baanbrekend binnen de electroclashbeweging. Haar eerste album The Teaches of Peaches verscheen bij het Berlijnse muzieklabel Kitty-Yo.
Sindsdien heeft ze onder andere remixes voor Daft Punk, Le Tigre en Basement Jaxx gemaakt en daarnaast ook duetten met Iggy Pop, Gonzales en Pink opgenomen. Haar nummer Fuck the pain away werd in Lost in Translation gebruikt en kledingfabrikant GAP gebruikte haar Do ya in een reclamecampagne in de herfst van 2006.
De muziek van Peaches kenmerkt zich door haar schijnbare preoccupatie met seks en transgenderisme. In haar teksten en shows vervaagt ze bewust de scheidslijnen tussen mannelijkheid en vrouwelijkheid, een uitdrukkingsvorm die als typerend queer wordt gezien. Zo draagt ze op de hoes van haar album Fatherfucker bijvoorbeeld een baard.
Zij woont en werkt in Berlijn.

## Discografie

### Albums
- 1995 - Fancypants Hoodlum (als Merrill Nisker)
- 2000 - The Teaches of Peaches
- 2003 - Fatherfucker
- 2006 - Impeach My Bush
- 2009 - I Feel Cream
- 2015 - Rub

### Singles/ep's
- 2000 - Lovertits
- 2001 - Set It Off
- 2001 - Rock Show
- 2003 - Kick It (featuring Iggy Pop)
- 2003 - Operate
- 2003 - Shake Yer Dix
- 2006 - Downtown
- 2006 - Boys Wanna Be Her
- 2009 - Talk to Me
- 2009 - I Feel Cream